# Кунь (исполнение)
Кунь (кит. 坤; пиньинь: kūn) 2-я из 64-х гексаграмм «Ицзина». Означает Исполнение.
Внизу триграмма Кунь (Земля; 坤), вверху триграмма Кунь (Земля; 坤).

## Перевод гадательных формул и афоризмов
坤，元亨，利牝馬之貞。君子有攸往，先迷後得主，利，西南得朋，東北喪朋。安貞吉。
Исполнение, изначальность и доступность, благоприятна кобылицы стойкость. Благородному человеку (Цзюнь-цзы) есть куда направляться, пойдет впереди — заблудится, пойдет сзади — обретет господина, благоприятно, на юго-западе найти друзей, на северо-востоке их потерять. В спокойствии и твёрдости будешь счастлив.
初六，履霜，堅冰至。
В начале — прерывистая, если под ногами иней, значит близко крепкий лед.
六二，直方大，不習無不利。
Вторая — прерывистая, прямота — повсеместность — величие, нет практики — нет неблагоприятного.
六三，含章，可貞。或從王事，無成有終。
Третья прерывистая, скрывай свои природные качества и сможешь быть стойким. Возможно, следуя за волей правителя не совершая что-либо доведешь дело до конца.
六四，括囊，無咎無譽。
Четвёртая прерывистая, завязанный мешок, порицания не будет, но и похвалы не жди.
六五，黃裳，元吉。
Пятая прерывистая, жёлтая юбка, изначальное счастье.
上六，龍戰於野，其血玄黃。
Верхняя прерывистая, драконы бьются на окраине, их кровь чёрная и жёлтая.
用六，利永貞。
Имея прерывистые черты, благоприятна только вечная стойкость.

## Комментарий
Общий комментарий: Если Творчество — это Небо, свет, мужское начало, то Исполнение — это Земля, тьма, женское начало мироздания. Если Творчество — это инициатива и активность, то Исполнение — это податливость и пластичность. Именно исполнение является той средой, которая даёт возможность реализоваться творчеству. Исполнение не должно составлять конкуренцию Творчеству, а лишь вторить и следовать его импульсам. Поэтому Исполнение уподобляется образу кобылицы. Благородный человек в ситуации Исполнения не действует по собственному почину, а следует указаниям. Поэтому сказано: пойдет впереди — заблудится, пойдет сзади — обретет господина. Юг и Запад — это область тьмы, Север и Восток — область света, а так как Исполнение — тьма, то и искать друзей надо в области Тьмы.
Первая черта: Первая фаза Исполнения малозаметна. Выпавший иней может сразу же растаять под действием тепла, но он уже предвестник будущих морозов, когда появится крепкий лед, и силы тьмы и холода проявятся в полной мере. Благородному человеку достаточно лишь намека, чтобы понять как ситуация будет развиваться в дальнейшем.
Вторая черта: Вторая фаза Исполнение не требует никаких предварительных подготовительных действий. Всё должно протекать в полной покорности судьбе. Поэтому сказано: нет практики — нет неблагоприятного. Благородный человек не проявляет никакой самостоятельности.
Третья черта: Единственно возможная активность на следующей стадии Исполнения может быть только подчинительной. Поэтому сказано: скрывай свои природные качества, а действуя, следуй указаниям господина, тогда даже не совершая ничего, доведешь дело до конца.
Четвёртая черта: По-прежнему довлеют силы тьмы. Опять требуется держаться в тени. Поэтому сказано: завяжи мешок, то есть скрывай свои качества. И хотя и похвалы тебе не будет, но и опасности ты избежишь.
Пятая черта: Уравновешенность и избегание крайностей на предыдущих этапах принесло свои плоды — изначальное счастье. Его символизирует жёлтая юбка. Жёлтый цвет — цвет Земли; юбка, являясь частью нижней одежды в древнем Китае, также символизирует Землю, расположенную под Небом.
Шестая черта: Любая попытка достигнуть большего приведет к переразвитию процесса. Тьма (дракон с жёлтой кровью) вступит в бой со Светом (дракон с чёрной кровью). Прольется кровь.
Резюме: Во время действий сил Тьмы благоприятна лишь только вечная стойкость, потому что только стойкость может привести к благому результату.
| Кунь (Земля) | Гэнь (Гора) | Кань (Вода) | Сунь (Ветер) | Чжэнь (Гром) | Ли (Огонь) | Дуй (Водоём) | Цянь (Небо) | Верхняя триграммаНижняя триграмма |
| ------------ | ----------- | ----------- | ------------ | ------------ | ---------- | ------------ | ----------- | --------------------------------- |
| 11.Тай       | 26.Да-чу    | 5.Сюй       | 9.Сяо-чу     | 34.Да-чжуань | 14.Да-ю    | 43.Гуай      | 1.Цянь      | Цянь (Небо)                       |
| 19.Линь      | 41.Сунь     | 60.Цзе      | 61.Чжун-фу   | 54.Гуй-мэй   | 38.Куй     | 58.Дуй       | 10.Ли       | Дуй (Водоём)                      |
| 36.Мин-и     | 22.Би       | 63.Цзи-цзи  | 37.Цзя-жэнь  | 55.Фян       | 30.Ли      | 49.Гэ        | 13.Тун-жэнь | Ли (Огонь)                        |
| 24.Фу        | 27.И        | 3.Чжунь     | 42.И         | 51.Чжэнь     | 21.Ши-хо   | 17.Суй       | 25.У-ван    | Чжэнь (Гром)                      |
| 46.Шэн       | 18.Гу       | 48.Цзин     | 57.Сунь      | 32.Хэн       | 50.Дин     | 28.Да-го     | 44.Гоу      | Сунь (Ветер)                      |
| 7.Ши         | 4.Мэн       | 29.Кань     | 59.Хуань     | 40.Цзе       | 64.Вэй-цзи | 47.Кунь      | 6.Сун       | Кань (Вода)                       |
| 15.Цянь      | 52.Гэнь     | 39.Цзянь    | 53.Цзянь     | 62.Сяо-го    | 56.Люй     | 31.Сянь      | 33.Дунь     | Гэнь (Гора)                       |
| 2.Кунь       | 23.Бо       | 8.Би        | 20.Гуань     | 16.Юй        | 35.Цзинь   | 45.Цуй       | 12.Пи       | Кунь (Земля)                      |